# エッグカー
『エッグカー』（英語: Egg Car；中国語: 奔奔小飞车）は、日本と中国の合作テレビアニメ作品。2019年7月よりCCTV 子供チャンネルにて放送。
日本では2019年10月3日から2020年10月1日までテレビ東京系列の「プリスクタイム」枠にて放送された。
ストップモーション風の映像と挿入される歌やダンスによるミュージカルシーンが描かれる。

## 登場キャラクター
声は日本語版。
ダッシュ（中国語: 奔奔）
声 - 田村睦心
本作品の主人公。ブーブーアイランドから来た少年。ブーブーチェンジを用いて様々な車に変身できる。
クリック（中国語: 点点）
声 - 内山由貴
ハリネズミの少年。ピーマンを苦手としている。ポカポカアイランドでの3番目の発明家。
アエラ（中国語: 小爱）
声 - 駒形友梨
勇者を探し旅をする少女。クモが嫌いで、見てしまうと大暴走する。
ギララ（中国語: 高拉拉）
声 - 花倉洸幸
キリン。クリックとは幼馴染で、同じくポカポカアイランドに住む。
アイアン一味（ - いちみ；中国語: 酷炫铁皮队）
声 - 田中進太郎（アイアン）、粟津貴嗣（ピラフ）、本田裕之（オブ）
ボソ王の手下。アイアン、ピラフ、オブの3人組。ダッシュを追いかけまわす。

## 各話リスト
| 話数 | サブタイトル                                 | 脚本       | 絵コンテ       | 放送日 （日本） |
| ---- | -------------------------------------------- | ---------- | -------------- | --------------- |
| 1    | ブオン！ダッシュはいつも猛ダッシュ！         | 広田光毅   | 岩本晶         | 2019年 10月3日  |
| 2    | キキーッ！来たぜ俺たちゃアイアン一味！       | 広田光毅   | 岩本晶         | 10月10日        |
| 3    | ブッブー！ヒロイン登場？私はアエラ           | 広田光毅   | 山本健介       | 10月17日        |
| 4    | ギラギラ！ギララ！                           | 渡邉大輔   | 山本健介       | 10月24日        |
| 5    | ゲッツ！エレメントをいただくぜぇ！           | 福田裕子   | 由水桂         | 10月31日        |
| 6    | ブッとび！発明一家                           | 田沢大典   | 岩本晶         | 11月7日         |
| 7    | ビューンと！アエラを救え！                   | いよく直人 | 坂下延義       | 11月14日        |
| 8    | バッハッハ！ドンドラの森の主！               | いよく直人 | 坂下延義       | 11月21日        |
| 9    | ガラピシャン！ボゾ王がきたぞ！               | 広田光毅   | 岩本晶         | 11月28日        |
| 10   | ビッシャァァン！エレメントが負けた!?         | 広田光毅   | 岩本晶         | 12月5日         |
| 11   | ムシムシ！アリ族のアンリ登場                 | 田沢大典   | 坂下延義       | 12月12日        |
| 12   | ジャブジャブ！オアシスひみつ大作戦！         | 田沢大典   | 山本健介       | 12月19日        |
| 13   | ルンルン♪アエラのともだち                    | 福田裕子   | 由水桂         | 12月26日        |
| 14   | バチバチ！王子とギララ                       | 福田裕子   | 坂下延義       | 2020年 1月9日   |
| 15   | コソコソ！潜入スズメバチ城                   | 渡邉大輔   | 山本健介       | 1月16日         |
| 16   | グダグダ！脱出スズメバチ城                   | 渡邉大輔   | 久保山英一     | 1月23日         |
| 17   | スパッと！カマキリ爺シュビドゥ～バ！         | いよく直人 | 赤羽祐香       | 1月30日         |
| 18   | チクチクッ！最終決戦！                       | いよく直人 | 玉田博         | 2月6日          |
| 19   | ビクビク！お宝探して地下迷宮！               | 田沢大典   | 坂下延義       | 2月13日         |
| 20   | ゴーゴー！エレメント争奪レース！             | 渡邉大輔   | 坂下延義       | 2月20日         |
| 21   | パンパカパーン！サーカスだよ！               | 広田光毅   | 山本健介       | 2月27日         |
| 22   | ギュルルン！めざせエンターテイナー           | 広田光毅   | 中山岳洋       | 3月5日          |
| 23   | カタカタカタカタ！不気味な音の正体は!?       | いよく直人 | 玉田博         | 3月12日         |
| 24   | キラキラ！ギララレジェンドサーカス！         | 渡邉大輔   | 坂田純一       | 3月19日         |
| 25   | アエラVSチュラ！おもてなしバトル             | 福田裕子   | 坂下延義       | 3月26日         |
| 26   | ガクブル！飛べない空中ブランコ！             | 田沢大典   | 久保山英一     | 4月2日          |
| 27   | ドタバタ！アイアン一味の完ぺき作戦！         | いよく直人 | 坂下延義       | 4月9日          |
| 28   | ガァァァン！あいつと大ゲンカ！               | 広田光毅   | 玉田博         | 4月16日         |
| 29   | ビュォォ！強敵ボジェック                     | 広田光毅   | 山本健介       | 4月23日         |
| 30   | ズドドド！新たな力！                         | 広田光毅   | 山本健介       | 4月30日         |
| 31   | バタバタ！アニキはつらいぜぇ！               | いよく直人 | 久保山英一     | 5月7日          |
| 32   | ムムムム！アイアン一味の入団テスト           | いよく直人 | 坂下延義       | 5月14日         |
| 33   | グワァァ！ボゾ王がくるぞ！                   | 広田光毅   | 西島圭祐       | 5月21日         |
| 34   | ガガガガン！力を1つに                        | 広田光毅   | ノロッコ豪     | 5月28日         |
| 35   | グフフフ！クリックの大発明！                 | 渡邊大輔   | ノロッコ豪     | 6月4日          |
| 36   | ブーブー！ダッシュのすごい火の輪くぐり       | 山田花名   | 東大貴         | 6月11日         |
| 37   | ハァ〜……。バッハのため息                     | いよく直人 | ウシロシンジ   | 6月18日         |
| 38   | ジャカジャーン！ギララサーカスふたたび！     | 渡邉大輔   | 松尾慎         | 6月25日         |
| 39   | ブラボー！ボジェック復活ざます               | 山田花名   | 坂下延義       | 7月2日          |
| 40   | なになに！チャーリーの秘技                   | いよく直人 | 山本健介       | 7月9日          |
| 41   | プンプン！ダッシュは悪者!?                   | 広田光毅   | 小滝礼         | 7月16日         |
| 42   | ギュンギュン！大レースだ！                   | 渡邉大輔   | 松尾慎         | 7月23日         |
| 43   | イェイイェイ！免許皆伝アイアン一味           | いよく直人 | 西島圭祐       | 7月30日         |
| 44   | ダッシュとクリックのおもてなし               | 山田花名   | 小滝礼         | 8月6日          |
| 45   | ドキドキ！アリ魔神のたたり!?                 | 渡邉大輔   | まついひとゆき | 8月13日         |
| 46   | バチバチ！スズメバチとまたケンカ!?           | 広田光毅   | 松尾慎         | 8月20日         |
| 47   | どっちどっち!?正解はどれだ!?                 | いよく直人 | ことさん       | 8月27日         |
| 48   | アエラの勇者探し                             | 山田花名   | ノロッコ豪     | 9月3日          |
| 49   | はてさて!?エレメントがどっさり！             | 渡邉大輔   | 西島圭祐       | 9月10日         |
| 50   | ドギャーン！アイアン一味とボジェックの大作戦 | 山田花名   | 小滝礼         | 9月17日         |
| 51   | さあさあ！エレメントを取り戻すぞ！           | いよく直人 | 坂下延義       | 9月24日         |
| 52   | ブーブー！今日も猛ダッシュ                   | 広田光毅   | 山本健介       | 10月1日         |

## 主題歌
オープニングテーマ「What's your Identity?」
大塚紗英（avex trax）の作詞・作曲・歌唱によるオープニングテーマ。編曲は伊藤賢とB.EYES。
エンディングでもインストゥルメンタル版として使用されている。

## スタッフ
- 原作 - Children's Playground Media Inc.
- プロデューサー - YunZhen Song、JianLi Yang、Juan Wang、ZhiJie Han、村松紗也子
- 演出チーフ - さとうちひろ
- シリーズ構成 - 広田光毅[3]
- キャラクターデザイン - 新井豊[3][8]
- アニメーション監督 - Kimi Chang（中国台湾）
- 美術監督 - Van Kuo（中国台湾）
- 音響監督 - なかのとおる
- 音楽 - マツオカヒロタカ[3]
- 音楽プロデューサー -野崎圭一
- 音楽制作 - ドッグオンビート[3]
- 音楽協力 - テレビ東京ミュージック
- 監督 - 岩本晶（白組）[2]
- アニメーション制作 - Children's Playground Media Inc.、Children's Playground Creative Inc.、Cheer Digiart Inc.
- 製作 - EGG CAR Film Partnership、テレビ東京

## 放送局
| 放送期間                                                     | 放送時間           | 放送局         | 対象地域       | 備考   |
| ------------------------------------------------------------ | ------------------ | -------------- | -------------- | ------ |
| 2019年10月3日 - 2020年10月1日                                | 木曜 17:55 - 18:10 | テレビ東京     | 関東広域圏     | 製作局 |
|                                                              |                    | テレビ北海道   | 北海道         |        |
|                                                              |                    | テレビ愛知     | 愛知県         |        |
|                                                              |                    | テレビ大阪     | 大阪府         |        |
|                                                              |                    | テレビせとうち | 岡山県・香川県 |        |
|                                                              |                    | テレQ          | 福岡県         |        |
| 全局『プリスクタイム』枠で、『GO!GO!アトム』とのセット放送。 |                    |                |                |        |